# Manga de Buenavista
Manga de Buenavista är en ort i Mexiko.   Den ligger i kommunen Valle de Santiago och delstaten Guanajuato, i den centrala delen av landet, 230 km väster om huvudstaden Mexico City. Manga de Buenavista ligger 1 763 meter över havet och antalet invånare är 340.
Terrängen runt Manga de Buenavista är kuperad norrut, men söderut är den platt. Runt Manga de Buenavista är det ganska tätbefolkat, med 108 invånare per kvadratkilometer. Närmaste större samhälle är Yuriria, 9,3 km söder om Manga de Buenavista. Trakten runt Manga de Buenavista består till största delen av jordbruksmark.